# Touvarno Pinas
Touvarno Pinas (Wanica (Suriname), 25 november 1985) is een Nederlands voetballer die als verdediger speelt.
In de jeugd speelde hij voor KBV, Neerlandia/SLTO, AZ en RKC. Pinas speelde in Nederland voor RKC Waalwijk, Telstar en Omniworld/ Almere City voor hij in 2011 in Israël ging spelen. Tot medio 2014 stond hij onder contract bij Maccabi Netanya dat hem in 2013 verhuurde aan Hapoel Haifa. Vervolgens speelde Pinas tot begin 2016 voor Hapoel Ironi Kiryat Shmona en hij maakte het seizoen 2016/17 af bij Hapoel Ramat Gan. In januari 2018 sloot hij aan bij OFC. Hij verliet de club na een half jaar. Medio 2019 ging hij voor DWS spelen.

## Clubstatistieken
| seizoen | club                | land      | competitie     | duels | goals |
| ------- | ------------------- | --------- | -------------- | ----- | ----- |
| 2005/06 | RKC Waalwijk        | Nederland | Eredivisie     | 1     | 0     |
| 2006/07 | Stormvogels Telstar | Nederland | Eerste Divisie | 16    | 1     |
| 2007/08 | Stormvogels Telstar | Nederland | Eerste Divisie | 36    | 2     |
| 2008/09 | Telstar             | Nederland | Eerste Divisie | 33    | 0     |
| 2009/10 | FC Omniworld        | Nederland | Eerste Divisie | 35    | 0     |
| 2010/11 | Almere City FC      | Nederland | Eerste Divisie | 32    | 0     |
| 2011/12 | Maccabi Netanya     | Israël    | Ligat Ha'Al    | 39    | 0     |

## Erelijst
- Liga Leumit: 2013/14
- Toto Cup: 2012/13